# 新斯科舍省社区列表
这是加拿大新斯科舍省的社区列表。

## 自治市

### 镇
- 阿默斯特（Amherst）
- 安纳波利斯-羅約爾（Annapolis Royal）
- 安蒂戈尼什（Antigonish）
- 贝里克（Berwick）
- 布里奇顿（Bridgetown）
- 布里奇沃特（Bridgewater）
- 坎索（Canso）
- 克拉克港（Clark's Harbour）
- 迪格比（Digby）
- 汉茨波特（Hantsport）
- 肯特维尔（Kentville）

## 建制村
- 格林伍德（Greenwood）
- 阿弗尔布歇（Havre Boucher）
- 赫布维尔（Hebbville）
- 京斯敦（Kingston）